# Jawa 350/633 Bizon
Jawa 350/633 Bizon je motocykl, vyvinutý firmou Jawa, vyráběný v letech 1970-1972. Předchůdcem byl model Jawa 350 UŘ, nástupcem se stal typ Jawa 350/634.

## Technický popis
Jedná se o designově upravený motocykl unifikované řady. Podle masky předního světlometu a vysoké nádrže získal vzhledem k charakteristickému vzhledu přezdívku Bizon. Poprvé u motocyklu Jawa je ve větším rozsahu použito plastu (přední maska a podsedlový prostor). Přední světlomet má konkávní tvar skla, který má vířit vzduch před světlometem a bránit usazování hmyzu na skle. Řídítka jsou uchycena za svislé nosníky a je možno je výškově nastavit. U části výrobků je použito oddělené olejové mazání Oilmaster. Rám je kolébkový s podvěšeným motorem. Jeho neobvyklý tvar umožnil zdvih zadní vidlice jen 90 mm. Trubky přední vidlice jsou uchyceny letmo v okách pod úrovní nádrže, se zdvihem kluzáků 125 mm. Široké rámové bočnice znesnadňují přístup ke karburátoru, tím je jeho přeplavování a seřizování obtížné. Z důvodu snížení výrobních nákladů se model vyráběl sériově jen v červené nebo žluté barvě.

## Technické parametry
- Rám: kolébkový
- Suchá hmotnost: 149 kg
- Pohotovostní hmotnost: 158 kg
- Maximální rychlost: 128 km/h
- Spotřeba paliva: 4,0 l/100 km

## Související článek
- Jawa 250/623 Bizon

## Fotogalerie

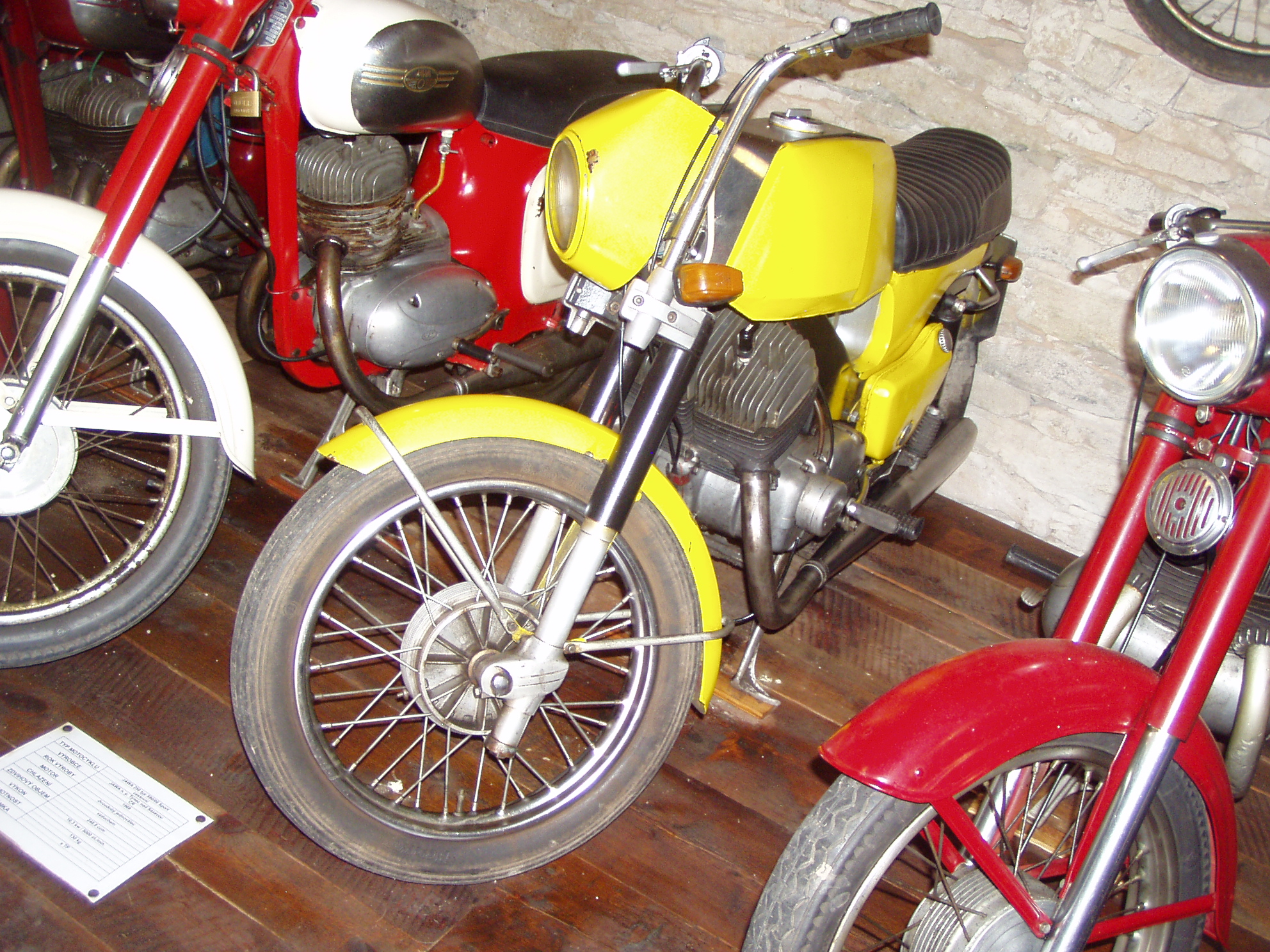
Jawa 350/633 Bizon ve žluté barvě
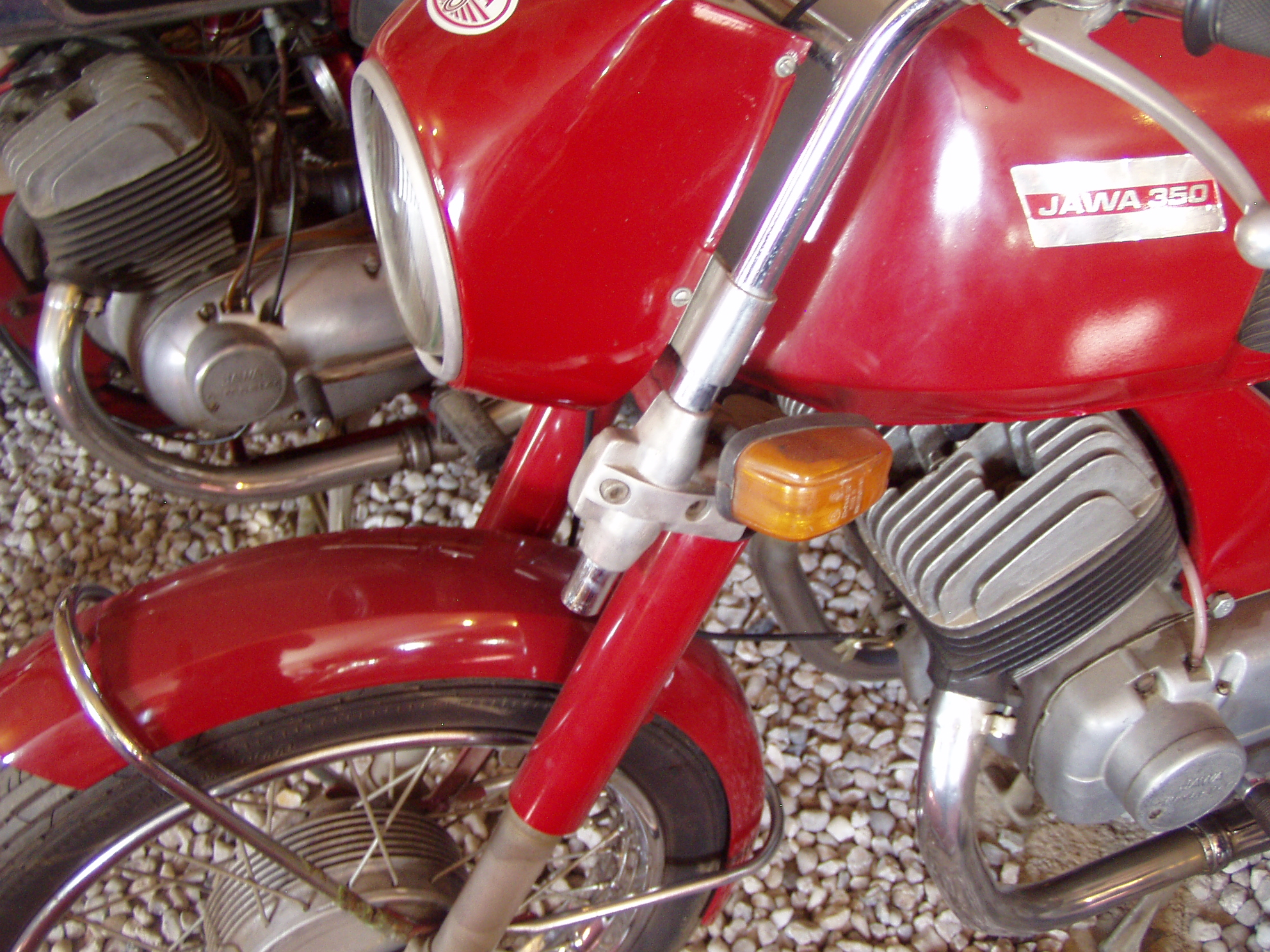
Detail uchycení řídítek